# Borough of Swale
Borough of Swale är ett distrikt (motsvarande kommun) i grevskapet Kent i England, Storbritannien. Distriktet har 154 619 invånare (2022). Större orter är Faversham, Sheerness och Sittingbourne. Distriktet är indelat i 39 civil parishes förutom Halfway Houses och Sittingbourne som inte tillhör någon civil parish.